# Paradoxe de Newcomb
Le paradoxe de Newcomb est une expérience de pensée faisant intervenir un jeu entre deux joueurs, l'un d'entre eux étant supposé capable de prédire l'avenir. Elle tire son nom de William Newcomb, du Laboratoire national de Lawrence Livermore de l'Université de Californie. Toutefois, cette expérience et le paradoxe qui en découle ont été analysés pour la première fois dans un article publié par le philosophe Robert Nozick en 1969, et sont apparus dans un article de Martin Gardner dans Pour la Science en 1974.
Le problème du paradoxe de Newcomb est très débattu dans la branche philosophique de la théorie de la décision ainsi que lors de discussions sur la causalité et la temporalité. Pour Jean-Pierre Dupuy en effet, cette expérience de pensée, qui « met en scène l’action d’un agent libre dans un univers déterministe », « défie nos intuitions sur [...] la liberté et le déterminisme d’une façon rarement atteinte ailleurs » et « nous plonge dans des abîmes de réflexion sur le problème le plus difficile qui soit, celui du Temps. »

## Le problème
Voici un des énoncés possibles du paradoxe de Newcomb :
Un joueur joue une partie avec le devin. Ce devin est une entité qui pour une raison ou une autre est présentée comme étant exceptionnellement douée pour prévoir les actions d'une personne. La nature exacte de ce devin varie suivant les versions du paradoxe : il est soit omniscient, ses prédictions étant certaines (à l'image d'une divinité ou du démon de Laplace), soit quasi-omniscient comme dans le cas de la version de Nozick, qui déclare que les prédictions du devin sont « presque certainement » correctes, et également que « l'explication de la prédiction qu'il a faite ne se fonde pas sur la connaissance de ce que vous décidez de faire ». Cette version originale du problème élimine certaines explications du paradoxe.
| Prédiction   | Choix        | Gain du joueur |
| ------------ | ------------ | -------------- |
| A et B       | A et B       | 1 000 €        |
| A et B       | A uniquement | 0 €            |
| A uniquement | A et B       | 1 001 000 €    |
| A uniquement | A uniquement | 1 000 000 €    |

Deux boîtes A et B sont présentées au joueur. Ce dernier a le choix entre prendre le contenu de la boîte A et prendre le contenu des boîtes A et B. Au préalable, le devin a rempli les boîtes ainsi : 
- la boîte B contient toujours 1 000 € ;
- le contenu de la boîte A est déterminé ainsi : si le devin a prédit que le joueur prendrait seulement la boîte A, elle contient 1 000 000 €, mais elle ne contient rien si le devin a prédit que le joueur prendrait les deux boîtes.

Le joueur garde après le jeu le contenu des boîtes qu'il a ouvertes.
Au moment où le jeu commence et où le joueur est appelé à décider de ce qu'il va prendre, la prédiction a déjà été faite, et le contenu de la boîte A est déterminé. En d'autres termes, la boîte A contient soit 0 soit 1 000 000 € avant que le match commence, et une fois le jeu commencé, même le devin est impuissant à modifier le contenu des boîtes.
Avant que le jeu ne commence, le joueur est au courant de toutes les règles du jeu, y compris des deux contenus possibles de la boîte A, du fait que son contenu est fondé sur la prédiction du devin, et que le devin est (quasi)infaillible. La seule information inconnue du joueur est la prédiction du devin et donc le contenu de la boîte A.

## Le paradoxe
Le paradoxe vient de ce que deux raisonnements apparemment logiques conduisent à des résultats contradictoires.
La première stratégie, inspirée de la théorie des jeux et dite de la dominance stratégique, consiste à remarquer que quelle qu'ait été la prédiction du devin, choisir de prendre les deux boîtes rapporterait plus d'argent.
- Si la prédiction a été que le joueur ne prendra que A, alors prendre les deux boîtes rapporte 1 001 000 €, alors que ne prendre que A ne rapporte que 1 000 000 €.
- Si la prédiction a été que le joueur prendra les deux boîtes A et B, alors prendre les deux boîtes rapporte 1 000 €, et prendre juste A rapporte 0 €.

Dans tous les cas, décider de prendre les deux boîtes rapporte toujours 1 000 € de plus. Cette explication se fonde sur le fait que la prédiction du devin a été faite hier (au passé), et que par conséquent le contenu des boîtes est déjà fixé : ma décision présente ne pourrait donc pas influencer le contenu des boîtes, qui a été fixé hier. S'il a prédit hier que je n'allais prendre qu'une seule boîte, le fait que je décide aujourd'hui de prendre les deux boîtes n'empêchera pas qu'il y ait bien le million d'euros dans la boîte A. S'il a prédit le contraire, ma décision présente n'influencera pas non plus l'état des choses actuel, et je fais donc mieux de prendre les deux boîtes (auquel cas j'aurai 1 000 €). 
La seconde stratégie part de l'hypothèse  que le devin a une capacité de prédiction supérieure au hasard (et que le devin agit conformément à sa prédiction). De ce fait, si l'on écarte les cas où sa prédiction est fausse, c'est-à-dire les possibilités qui rapportent 0 € et 1 001 000 €, le choix réel est entre gagner 1 000 € (en prenant les deux boîtes) ou 1 000 000 € (en ne prenant que A). Donc ne prendre que la boîte A est un meilleur choix si le devin ne se trompe jamais.
Plus généralement, si le devin ne se trompe que dans une proportion p de cas :
- si je choisis les deux boîtes, je gagne en moyenne p × 1 001 000 € + (1-p) × 1 000 € = 1 000 € + p × 1 000 000 € ;
- si je choisis la boîte A, je gagne en moyenne (1-p) × 1 000 000 € + p × 0 €.

La différence entre les deux stratégies est nulle quand p = 0,4995, il suffit donc que le devin ait une capacité de prédiction à peine meilleure que le hasard (ici, d'un millième parce que la différence entre les montants est d'un facteur mille) pour qu'il soit statistiquement plus payant de lui faire confiance.
Dans son article de 1969, Robert Nozick note que « Pour presque tout le monde, le choix à faire est parfaitement clair et évident. Le problème est que les gens semblent se répartir à peu près à parts égales en deux groupes, chaque groupe faisant un choix différent, le consensus se limitant à penser que l'autre groupe fait preuve d'un rare aveuglement. »

## Commentaires
Une première remarque est que le paradoxe est lié à un conflit dans les modèles de prise de décision envisageables. Si l'on suit l'hypothèse de maximisation de l'espérance du profit, cette espérance est maximale lorsqu'on ne prend que la boîte A. En revanche, avec l'approche de la dominance stratégique, le bénéfice est maximal lorsqu'on choisit de prendre les deux boîtes.
Le paradoxe repose d'abord sur la distinction entre la connaissance (la prédiction du devin) et l'acte ou la décision d'agir, couplée avec celle de la question de la temporalité : pour le joueur rationnel « maximaliste », la prédiction du devin, faite hier, ne peut influencer le contenu des boîtes aujourd'hui, et j'ai donc tout intérêt, quelle qu'ait été sa prédiction, à prendre les deux. Au contraire, pour l'autre joueur, tout aussi rationnel, qui décide de ne prendre que la boîte A, ce choix se fonde sur le caractère quasi-infaillible de la prédiction du devin : en d'autres termes, le contenu des boîtes est à la fois fonction de mon acte présent et de la prédiction passée (hier) du devin. 
Ce paradoxe soulève ainsi le problème d'une logique de causalité inversée ou rétroaction, c'est-à-dire d'une causalité disjointe du sens ordinaire de la temporalité (les "causes précèdent les effets"). Le contenu présent de la boîte dépend de la prédiction passée du devin qui dépend elle-même de mon choix présent. A première vue, cela implique que mon choix présent ait pu influencer ("soit la cause") de la prédiction faite hier du devin. Une telle causalité inversée n'est toutefois pas nécessaire : pour qu'il existe une corrélation entre le choix du joueur et le contenu de la boite, il suffit qu'une variable cachée ou un inconscient, que le devin peut lire mais pas le joueur, influence le comportement du joueur. Et le joueur sera dans l'incapacité de distinguer entre ce cas et la causalité inversée. 
Pour certains, le problème soulèverait un autre aspect paradoxal, en étant supposé contradictoire avec la notion de libre arbitre : si le devin a pu prédire ce que j'allais faire, c'est que mes actes seraient (en principe) prédéterminés. En même temps, le problème suppose un libre arbitre, sinon le joueur n'a pas réellement la possibilité de faire un choix. C'est l'analyse qu'en fait Jeffrey (The logic of decision) : la dominance n’est pertinente que s’il n'y a pas de corrélation entre le choix effectué et les états du système. Mais d’après l’énoncé du problème, il y a justement une telle dépendance.
En fait, ce paradoxe n'est qu'apparent, ou du moins repose sur certaines conceptions métaphysiques : la théologie chrétienne, par exemple, a parfaitement pu concevoir un Dieu omniscient, pouvant prédire nos actes, sans leur ôter pour autant toute liberté (c'est le problème de la grâce et de la liberté). La question de la causalité inverse est d'ailleurs abordée par le jésuite Luis Molina ou dans le cadre des théories sur la prière rogatoire rétrospective.
Des commentateurs philosophes ont proposé de nombreuses solutions[Lesquelles ?], dont certaines éliminent le paradoxe apparent.
La rationalité du choix dépend aussi de ce que l'on pense du devin. Si on accepte l'affirmation que le devin se trompe rarement, et si l'on accepte que les sommes d'argent ont été effectivement disposées comme indiqué, alors le choix rationnel est celui de la seule boîte A. En revanche, si l'on nie la possibilité d'une quelconque prédiction (ce qui paraît rationnel), le choix rationnel consiste à ouvrir les deux boîtes. Mais en même temps, le fait d'agir rationnellement conduit, justement, à avoir un comportement prédictible, ce qui peut finalement justifier la performance du devin : être rationnel, dans ce cas, n'est pas nécessairement rationnel... Il s'agit ainsi également d'un paradoxe à l'égard de la théorie du choix rationnel.